# Damian Żurek
Damian Żurek (Tomaszów Mazowiecki, 17 de septiembre de 1999) es un deportista polaco que compite en patinaje de velocidad sobre hielo.
Ganó una medalla de bronce en el Campeonato Mundial de Patinaje de Velocidad sobre Hielo en Distancia Individual de 2024 y dos medallas en el Campeonato Europeo de Patinaje de Velocidad sobre Hielo en Distancia Individual, en los años 2022 y 2024.

## Palmarés internacional
| Campeonato Mundial en Distancia Individual | Campeonato Mundial en Distancia Individual | Campeonato Mundial en Distancia Individual | Campeonato Mundial en Distancia Individual |
| Año                                        | Lugar                                      | Medalla                                    | Prueba                                     |
| ------------------------------------------ | ------------------------------------------ | ------------------------------------------ | ------------------------------------------ |
| 2024                                       | Calgary (Canadá)                           | Medalla de bronce                          | 500 m                                      |
| Campeonato Europeo en Distancia Individual |                                            |                                            |                                            |
| Año                                        | Lugar                                      | Medalla                                    | Prueba                                     |
| 2022                                       | Heerenveen (Países Bajos)                  | Medalla de bronce                          | Velocidad por equipos                      |
| 2024                                       | Heerenveen (Países Bajos)                  | Medalla de oro                             | Velocidad por equipos                      |